# I vår herres hage
I vår herres hage (originaltitel: All Creatures Great and Small) är en brittisk TV-serie som bestod av 90 avsnitt och spelades in under sammanlagt sju säsonger 1977–1990.
Serien är baserad på verkliga händelser, återgivna av James Herriot (pseudonym) i ett antal böcker om hans liv som veterinär på landet i engelska Yorkshire från 1937 och framåt.
I fokus står James Herriot själv, hans vän och kollega Siegfried Farnon och Siegfrieds yngre bror Tristan. Rollerna spelades av Christopher Timothy (James), Robert Hardy (Siegfried) och Peter Davison (Tristan). James fru, Helen Alderson, spelades säsongerna 1–3 av Carol Drinkwater. Hushållerskan Mrs Edna Hall spelades av Mary Hignett, som avled efter inspelningen av den tredje säsongen 1980.
TV-serien lyckades tack vare skådespelarnas färgstarka karaktärer tydligt visa både landsorts-veterinärernas hårda slit och vardagens glädjefyllda och humoristiska inslag. Serien visades i brittisk TV 1978–1990. I Sverige började den första säsongen att sändas på SVT2 24 april 1979.
År 2020 producerades en nyinspelning som har sänts i SVT från och med 2020.

## Rollista (i urval)
- Christopher Timothy – James Herriot
- Robert Hardy – Siegfried Farnon
- Peter Davison – Tristan Farnon
- Carol Drinkwater – Helen
- Mary Hignett – Mrs. Hall (Mrs. H)
- John Sharp – Mr. Biggins
- Margaretta Scott – Mrs. Pumphrey

## DVD
I Sverige gavs de fyra första säsongerna ut på DVD 2009. Säsongerna fem till sju gavs ut 2011.